# We Will Rock You (musical)
A We Will Rock You theatrical az angol Queen együttes dalaiból rendezett musical. A darabot Ben Elton, Brian May és Roger Taylor írta, Robert De Niro segítségével. Bár John Deacon korábban már elhatárolódott a Queen projektektől, mégis részt vett a mű színpadra állításában. A theatrical szót Brian May alkotta a theatre (színház) és a musical szó összevonásából.

## Története
A darab cselekménye a közeli jövőben játszódik, ahol a könnyűzenei ipart a Ga Ga Konszern igénytelen művei uralják. Ez ellen egy Galileo nevű főhős veszi fel a harcot. A legtöbb szereplő egy-egy Queen sláger címéről kapta a nevét (The Killer Queen, Scaramouche, Khashoggi).
A történet a távoli jövőben játszódik, 3 évszázad múlva. A hely, melyet valaha Földnek hívtak, most a Planet Mall nevet viseli. A globalizáció teljes mértéket öltött és az egész világot a GaGa konszern, a Globalsoft uralja, élén a kegyetlen Killer Queen-nel és segítőjével, a titkos rendőrség vezetőjével: Khashoggi parancsnokkal. 
Ez egy boldog, biztonságos GaGa világ, ahol a fiatalok ugyanazokat a filmeket nézik, ugyanolyan ruhákat hordanak, ugyanazokat a komputer-zenéket hallgatják és ugyanazt gondolják. Az igazi élőzene kihalt, a hangszereket betiltották. Az embereknek egy kis csoportja: a bohémek (Bohemians) azonban fellázadtak ez ellen a műanyag világ ellen, ők egyéniségek, akik szabad gondolkodást és igazi hangszerekkel játszott élő rockzenét akarnak. Az ellenállókkal azonban keményen leszámol a titkosrendőrség, akit elkapnak, kiürítik az agyát és örökre elveszti szabad gondolatait és egyéniségét.
A legenda szerint létezik még a földön egy hangszer, valahol, ahol a „bajnokok játszottak” („champions played”) ,elrejtve az „élő kő”-ben (living rock), és csak EGY találhatja meg, az „Álmodó” (Dreamer), aki meghozza a várva várt szabadságot és újraéleszti a rockzenét. Őt egy fényes csillag vezeti a rejtekhelyre, de erről a legendáról azonban a titkosrendőrség is tud, és Killer Queen parancsára megvizsgálnak minden csillagot a Naprendszerben és felkutatnak minden olyan helyet, ahol a hangszer rejtőzhet.
A történet főszereplője egy fiatal, frissen érettségizett fiú (Galileo), akire nagy jövő várhat: reményteljes állás a Globalsoftnál, mint komputer-zene készítő. Ő azonban másra vágyik: igazi zenét szeretne alkotni, erre ösztönzik őt a hangok, melyeket álmaiban hall...Furcsa , érthetetlen mondatok sokasága (...melyről csak a nézők tudják, hogy híres dalszövegek sorai). Őrültnek tartja magát, és a tanárai sem nézik jó szemmel ezt a másságot, le is tartóztatja a titkosrendőrség és kihallgatásra viszik. Itt találkozik a történet másik főszereplőjével, egy lánnyal, akit azért tartóztattak le, mert máshogy öltözik, mint a többiek, igazi egyéniség módjára.
Khashoggi rájön, hogy a lázadók által várva várt Álmodó nem más, mint Galileo, de ezzel ő saját maga nincs tisztában, így ahelyett, hogy a jól bevált „agymosást” alkalmaznák rajta, hagyják, hogy megszökjön, annak reményében, hogy elvezet a bohémek titkos főhadiszállására, így az egész ellenállást egy csapásra elintézhetik.
Galileo tehát megszökik a lánnyal, akit az egyik álmában szereplő névvel ruház fel: elnevezi Scaramouche-nak. Találkoznak is rövidesen két bohémmel: Oz (Ozzy Osbourne - egy lázadó lány), Brit (Britney Spears - aki egy vad srác), akik először azt hiszik róluk, hogy a GaGa zóna kémjei, de mikor rájönnek, hogy kivel állnak szemben, elvezetik Galileót és Scaramouche-t a többiekhez, akik a Heartbreak Hotelben tanyáznak.

## Fogadtatás
A musical bemutatója Londonban volt 2002-ben, azóta telt házzal játsszák a színházak. Kritikusok szerint „vékonyka a története, de az elhangzott dalok mindenért kárpótolnak”.

## Magyar bemutató
A musicalt Magyarországon a PS Produkció mutatta be. A premier 2017. november 24-én a budapesti BOK csarnokban volt, majd az előadás a Pesti Magyar Színházba költözött. A magyar játszási jogokat már 2002-ben megkérte Simon Edit producer, tehát 15 évet kellett várni, hogy bemutathassák Magyarországon, ráadásul non-replica változatban. A szereplőket nyílt casting keretében választották ki. A darabot 2019 nyarán a Szegedi Szabadtéri Játékokon öt alkalommal láthatta a közönség, teltházak előtt.

### Alkotók
- Producerː Simon Edit
- Művészeti vezetőː Póka Balázs
- Rendezőː Cornelius Baltus
- Díszlet- és jelmeztervezőː Kentaur
- Koreográfusː Túri Lajos Péter
- Magyar dalszövegː Miklós Tibor
- Magyar szövegː Várkonyi Zoltán
- Dramaturgː Farkas Niki
- világítástervező: Madarász János Madár
- videó animáció: Bajkov Valentin
- zenei rendező: Madarász Gábor Madi
- executive producer: Dr. Póka Júlia
- rendezőasszisztens: Hajós Eszter
- produkciós asszisztens: Kékesi Miklós

### Szereplők
2017-2024
- Galileo Figaroː Szemenyei János, Scheich Dávid, Braga Nikita
- Killer Queenː Sári Évi, Kecskés Tímea
- Scaramoucheː Török Anna, Stéphanie Schlesser, Réthy Zsazsa
- Kashoggiː Egyházi Géza, Károlyi Krisztián
- Ozzy Osbourneː Veress Mónika „Nika”, Horváth Mónika, Sári Évi
- Britney Spearsː Siklósi Balázs, Baksa András
- Buddy Hollyː Végh Péter, Vadász Gábor
- Tanárnőː Pethő Dorottya, Kokas Piroska
- Lady Gagaː Horváth Mónika
- Tina Turner: Pethő Dorottya, Kokas Piroska
- Madonna: Moravszki Enikő, Porzsolt Éva, Nagy Sarolta, Pető Zsófia
- Cyndi Lauper: Zsitva Réka
- Pink: Sinkó Réka
- AC/DCː Károlyi Krisztián, Szász Borisz
- Piciː Baksa András
- Bono: Illés Adrián
- Tiniː Dóra Ádám, Ágoston Máté, Kovács Péter, Szász Borisz, Tarlós Ferenc
- Mick Jaggerː Vecsei László

#### Tánckar
- Kiss: Vincze Kitti
- Boy George: Forrás Adél
- Metal Lady: Harmat Noémi
- Mötley Crüe: Eőry Mónika
- Swing: Bánki Renáta
- Billy Idol:  Szabó András
- Adam Ant: Köpösdi Ádám
- Axel Rose: Dzsupin Ádám
- Adam Lambert: Kovács Péter

- Rendőrökː Umbráth László, Juhász Ádám, Molnár Márk Norbert

### További szereplők
Bálint Barna, Eőry Mónika, Köpösdi Ádám, Forrás Adél, Orosz Gergő, Harmat Noémi, Szabó András, Vincze Kitti, Steidl Anita, Kovács Péter, Nagy Katalin, Simonka Mózes, Szabó Anikó, Baranya Dávid, Nagy Sarolta, Szabados Tímea, Bánki Renáta, Dzsupin Ádám

### Zenekari tagok
- Billentyű 1, karmester: Fülöp Dániel Erik
- Billentyű 2: Almann Gergely, Csák Péter
- Gitár 1: Derzsi Zsolt, Polyák András
- Gitár 2: Kaboldy András, Bartha Zsolt
- Basszus gitár: Kovács Barnabás, Takács Donát, Megyaszay István, Horváth György
- Dob: Schvéger Zoltán, Madai Zsolt
- Ütőhangszerek: Hlaszny Ádám, Vitaliy Dzhanda, Urbán Kristóf

## Külső hivatkozások
- Hivatalos weboldal
- Szövegkönyv és a történet magyarul